# Ponei feroez

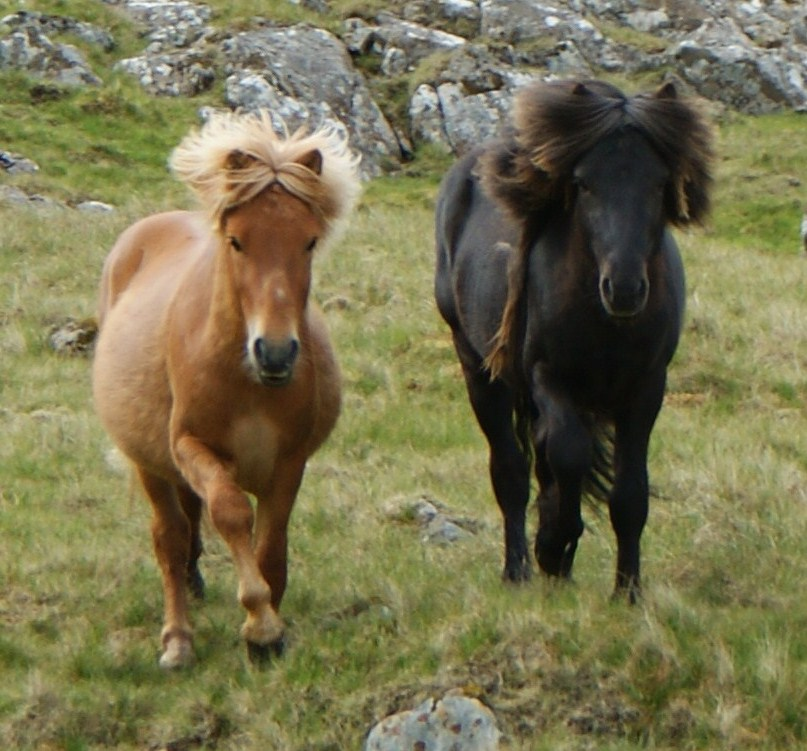
Ponei feroezi.

Poneiul feroez (denumit și poneiul Feroe sau calul feroez) este o rasă de cai cu înălțimea cuprinsă între 114 și 124 cm. Această rasă de ponei este printre cele mai vechi și mai pure din lume.